# IC 2076
IC 2076 је ознака објекта на координатама са ректансцензијом 4h 28m 7,0s и деклинацијом - 48° 13" 42'. Открио га је Делајл Стјуарт, 1899. године. Каснијим посматрањима на том положају није уочен никакав астрономски објекат.